# Amy Robinson
Amy Robinson (Trenton, 13 aprile 1948) è un'attrice e produttrice cinematografica statunitense.

## Biografia
Ha debuttato come interprete nel 1973 nel film drammatico di Martin Scorsese Mean Streets - Domenica in chiesa, lunedì all'inferno interpretando il ruolo di Teresa Ronchelli, la donna di Charlie Cappa, malavitoso di mezza tacca a Brooklyn (interpretato da Harvey Keitel). A fine anni ottanta ha lasciato la recitazione per passare alla produzione di film. È stata membro della giuria nella sezione film drammatico al Sundance Film Festival del 1987.

## Filmografia come attrice
- Mean Streets - Domenica in chiesa, lunedì all'inferno (1973)
- A Brand New Life (1973)
- Get Christie Love! (1974)
- The Neighborhood (1982)
- Olivia (1983)
- Casualty  (1988, serie televisiva)

## Filmografia come produttrice
- Chilly Scenes of Winter (Head Over Heels) (1979)
- Baby It's You (1983)
- After Hours (1985)
- Running on Empt] (1988)
- White Palace (1990)
- Ancora una volta (1991)
- With Honors (1994)
- Drive Me Crazy (1999)
- For Love of the Game (1999)
- Autumn in New York (2000)
- From Hell (2001)
- When Zachary Beaver Came to Town (2003)
- Marie and Bruce (2004)
- 12 and Holding (2005)
- The Great New Wonderful (2005)
- Game 6 (2005)
- Julie & Julia (2009)